# Nadieżda Iljina
Nadieżda Iljina (ros. Надежда Леонидовна Ильина; z domu Kolesnikowa [Колесникова]; ur. 24 stycznia 1949 w Zielenokumsku, zm. 7 grudnia 2013) – rosyjska lekkoatletka specjalizująca się w biegach sprinterskich, dwukrotna uczestniczka letnich igrzysk olimpijskich (Monachium 1972, Montreal 1976), brązowa medalistka olimpijska z Montrealu w biegu sztafetowym 4 × 400 metrów. Podczas swojej kariery reprezentowała Związek Socjalistycznych Republik Radzieckich.
Matka tenisistki Nadieżdy Pietrowej, brązowej medalistki olimpijskiej z Londynu (2012) w grze podwójnej. Zginęła w wypadku drogowym.

## Sukcesy sportowe
- trzykrotna mistrzyni ZSRR w biegu na 400 metrów – 1973, 1974, 1975[4]
- dwukrotna halowa mistrzyni ZSRR w biegu na 400 metrów – 1973, 1974[5]

| Rok  | Miasto    | Zawody                    | Konkurencja                            | Wynik                     |
| ---- | --------- | ------------------------- | -------------------------------------- | ------------------------- |
| 1970 | Wiedeń    | Halowe mistrzostwa Europy | sztafeta 200+400+600+800 m             | brązowy medal             |
| 1971 | Sofia     | Halowe mistrzostwa Europy | bieg na 800 m                          | 5. miejsce                |
| 1971 | Helsinki  | Mistrzostwa Europy        | sztafeta 4 × 400 m                     | brązowy medal             |
| 1972 | Grenoble  | Halowe mistrzostwa Europy | sztafeta 4 × 2 okrążenia               | srebrny medal             |
| 1972 | Monachium | Igrzyska olimpijskie      | sztafeta 4 × 400 m                     | 8. miejsce                |
| 1974 | Göteborg  | Halowe mistrzostwa Europy | bieg na 400 m                          | srebrny medal             |
| 1974 | Rzym      | Mistrzostwa Europy        | sztafeta 4 × 400 m bieg na 400 m       | brązowy medal 4. miejsce  |
| 1975 | Katowice  | Halowe mistrzostwa Europy | sztafeta 4 × 2 okrążenia bieg na 400 m | złoty medal srebrny medal |
| 1976 | Montreal  | Igrzyska olimpijskie      | sztafeta 4 × 400 m                     | brązowy medal             |

## Rekordy życiowe
- bieg na 400 metrów – 51,19 – Monachium 29/05/1976
- bieg na 800 metrów – 2:04,1 – Erfurt 27/09/1970